# All Through a Life
All Through a Life è il secondo album, delle dimensioni di un EP, della band Rites of Spring. È considerato insieme all'album precedente uno dei primi dischi emo della storia. Il lavoro è stato prodotto da Ian McKaye dei Fugazi (precedentemente dei Minor Threat).

Da questo EP e dall'album Rites of Spring è stata ricavata nel 1991 la raccolta End on End.

## Tracce
Tutti brani sono stati scritti dai Rites of Spring.
1. All Through A Life - 2:27
2. Hidden Wheel - 2:31
3. In Silence/Words Away - 3:00
4. Patience - 1:58

## Formazione
- Guy Picciotto - voce, chitarra
- Eddie Janney - chitarra
- Mike Fellows - basso
- Brendan Canty - batteria